# Neocottus werestschagini
Neocottus werestschagini är en fiskart som först beskrevs av Taliev, 1935.  Neocottus werestschagini ingår i släktet Neocottus och familjen Abyssocottidae. Inga underarter finns listade i Catalogue of Life.